# حشره‌خوار سربزرگ
 حشره‌خوار سربزرگ (نام علمی: Crocidura grandiceps) نام یک گونه از سرده حشره‌خوارهای دندان‌سفید است.